# Amandine Chéron
Amandine Chéron, née le 4 mars 1990, est une joueuse de basket-ball française.

## Biographie
Formée à Châteaudun, Amandine Chéron arrive à l'Azur Basket Chartres à quatorze ans, en minimes 2. Deux ans plus tard, elle intègre l'équipe première, alors en Nationale 2, troisième division nationale. Après l'obtention de son baccalauréat, le club du Havre la contacte, mais l'AB Chartres la convainc de rester. Amandine Chéron concilie études et basket, obtenant son BTS et sa licence à Chartres tout en continuant de jouer. Elle devient ensuite acheteuse pour le site de production de l'entreprise Novo Nordisk.
Avec l'équipe chartraine qu'elle ne quitte plus, Amandine Chéron connaît deux montées : la première en Nationale 1 en 2010, puis la seconde en Ligue 2 en 2013. Sa seconde saison de LF2, en 2014-2015, est sa meilleure en termes de statistiques.
Lors de la saison 2015-2016, Amandine Chéron est la seule de l'équipe chartraine à travailler en dehors du basket, et qui ne suit qu'une séance quotidienne d'entraînement. Elle ne fait pas partie du cinq majeur, mais elle est parfois l'auteur de prestations remarquées. Lors de la 19e journée de L2 face à Landerneau, elle dépasse pour la première fois de la saison les dix points marqués (21 points, 5 passes décisives et 3 interceptions en 24 minutes) qui lui vaut d'être retenu dans le cinq de la semaine par la FFBB. Sportivement, Amandine Chéron tourne à 4 points, 2,2 rebonds pour 3,9 d'évaluation en 16 minutes de moyenne. Elle annonce prendre sa retraite pour raison personnelle à son terme.
En 2018, deux saisons pleines et enfant plus tard, Amandine Chéron revient sur les terrains de basket pour le plaisir, avec d’ex-coéquipières sous les couleurs de Barjouville, en banlieue chartraine.

## Style de jeu
Amandine Chéron est présentée comme une joueuse de l'ombre et qui ne score pas forcément beaucoup, mais capable de beaux coups d'éclat. « C'est une joueuse qui peut être un détonateur. C'est un joker offensif, une finisseuse. Au fil des années, elle a développé son tir extérieur » explique le coach chartrain Benoît Marty. Elle annonce prendre sa retraite pour raison personnelle à son terme.

## Statistiques
En trois saisons de Ligue 2, la seconde (2014-2015) est sa meilleure en termes de statistiques avec 6,9 points, 2,5 rebonds pour 5,1 d'évaluation.
| Saison    | Club        | Championnat | Championnat | Championnat | Coupe     | Coupe     | Total     | Total     |
| Saison    | Club        | Division    | MJ          | Moy         | MJ        | Moy       | MJ        | Moy       |
| --------- | ----------- | ----------- | ----------- | ----------- | --------- | --------- | --------- | --------- |
| 2004-2005 | AB Chartres | N2          |             |             |           |           |           |           |
| 2005-2006 | AB Chartres | N2          |             |             |           |           |           |           |
| 2006-2007 | AB Chartres | N2          |             |             |           |           |           |           |
| 2007-2008 | AB Chartres | N2          |             |             |           |           |           |           |
| 2008-2009 | AB Chartres | N2          |             |             |           |           |           |           |
| 2009-2010 | AB Chartres | N2          |             |             |           |           |           |           |
| 2010-2011 | AB Chartres | N1          |             |             |           |           |           |           |
| 2011-2012 | AB Chartres | N1          |             |             |           |           |           |           |
| 2012-2013 | AB Chartres | N1          |             |             |           |           |           |           |
| 2013-2014 | AB Chartres | L2          |             |             |           |           |           |           |
| 2014-2015 | AB Chartres | L2          |             | 6,9         |           |           |           |           |
| 2015-2016 | AB Chartres | L2          |             | 4           |           |           |           |           |
| 2016-2017 | sans club   | sans club   | sans club   | sans club   | sans club | sans club | sans club | sans club |
| 2017-2018 | sans club   | sans club   | sans club   | sans club   | sans club | sans club | sans club | sans club |
| 2018-2019 | Barjouville | Pré-nat.    |             |             |           |           |           |           |